# اچ‌ام‌اس فوبه (۱۸۹۰)
اچ‌ام‌اس فوبه (۱۸۹۰) (به انگلیسی: HMS Phoebe (1890)) یک کشتی بود که طول آن ۲۷۸ فوت (۸۵ متر) بود. این کشتی در سال ۱۸۹۰ ساخته شد.